# Ключ 32
| 土                     | 土             | 土             |
| ---------------------- | -------------- | -------------- |
| 31                     | 32             | 33             |
| Піньінь:               | tǔ             | tǔ             |
| Чжуїнь:                | ㄊㄨˇ          | ㄊㄨˇ          |
| Вейд-Джайлз:           | t'u3           | t'u3           |
| Ютпхін:                | tou2           | tou2           |
| Он:                    |                |                |
| Кун:                   |                |                |
| Кандзі:                | 土偏 tsuchihen | 土偏 tsuchihen |
| Хун:                   | 흙 heuk        | 흙 heuk        |
| Им:                    | 토 to          | 토 to          |
| Індекс у Вікісловнику: | 土             | 土             |

Ключ 32 — ієрогліфічний ключ, що означає земля і є одним із 31 (загалом існує 214) ключа Кансі, що складаються з трьох рисок.
У Словнику Кансі 580 символів із 40 030 використовують цей ключ.

## Символи, що використовують ключ 32

Як писати ієрогліф.

| кількість рисок | ієрогліфи |
| --------------- | --- |
| без додаткових  | 土 |
| 1 додаткова     | 圠圡 |
| 2 додаткові     | 㘦圢圣圤圥圦圧 |
| 3 додаткові     | 在圩圪圫圬圭圮圯地圱圲圳圴圵圶圷圸圹场                                                                                             |
| 4 додаткові     | 㘧㘨㘩㘪㘫㘬㘭㘮㘯㘰圻圼圽圾圿址坁坂坃坄坅坆均坈坉坊坋坌坍坎坏坐坑坒坓坔坕坖块坘坙坚坛坜坝坞坟坠                                   |
| 5 додаткових    | 㘱㘲㘳㘴㘵坡坢坣坤坥坦坧坨坩坪坫坬坭坮坯坰坱坲坳坴坵坶坷坸坹坺坻坼坽坾坿垀垁垂垃垄垅垆垇垈垉垊                                     |
| 6 додаткових    | 㘶㘷㘸㘹㘺㘻㘼㘽㘾型垌垍垎垏垐垑垒垓垔垕垖垗垘垙垚垛垜垝垞垟垠垡垢垣垤垥垦垧垨垩垪垫垬垭垮垯垰垱垲垳垴垵城                         |
| 7 додаткових    | 㘿㙀㙁㙂㙃㙄㙅㙆垶垷垸垹垺垻垼垽垾垿埀埁埂埃埄埅埆埇埈埉埊埋埌埍埏埐埑埒埓埔埕埖埗埘埙埚埛﨏                                       |
| 8 додаткових    | 㙇㙈㙉㙊㙋㙌㙍埜埝埞域埠埡埢埣埤埥埦埧埨埩埫埬埭埮埯埰埱埲埳埴埵埶執埸培基埻埼埽埾埿堀堁堂堃堄堅堆堇堈堉堊堋堌堍堎堏堐堑堒堓堔堕堵 |
| 9 додаткових    | 㙎㙏㙐㙑㙒㙓㙔㙕㙖㙗㙘埪堖堗堘堙堚堛堜堝堞堟堠堡堢堣堤堥堦堧堨堩堪堫堬堭堮堯堰報堲堳場堶堷堸堹堺堻堼堾堿塀塁塂塄塅塆塇塈           |
| 10 додаткових   | 㙙㙚㙛㙜㙝㙞㙟堽塃塉塊塋塌塍塎塏塐塑塒塓塔塕塖塗塘塙塚塛塜塝塞塟塠塡塢塣塤塥塦塧塨塩塪填塬塭塮塯塰塱塞塚                           |
| 11 додаткових   | 㙠㙡㙢㙣㙤㙥㙦塲塳塴塵塶塷塸塹塺塻塼塽塾塿墀墁墂境墄墅墆墇墈墉墊墋墌墍墎墏墐墑墒墓墔墕墖増墘墙墚墛                                 |
| 12 додаткових   | 㙧㙨㙩㙪㙫㙬㙭㙮㙯墜墝增墟墠墡墢墣墤墥墦墧墨墩墪墫墬墭墮墯墰墱墲墳墴墵墶墷墸墹                                                     |
| 13 додаткових   | 㙰㙱㙲㙳㙴㙵㙶墺墻墼墽墾墿壀壁壂壃壄壅壆壇壈壉壊壋壌                                                                               |
| 14 додаткових   | 㙷㙸㙹㙺壍壎壏壐壑壒壓壔壕壖壗 |
| 15 додаткових   | 㙻㙼㙽壘壙 |
| 16 додаткових   | 㙾㙿壚壛壜壝壞壟壠壢 |
| 17 додаткових   | 㚀壣壤壥 |
| 18 додаткових   | 壦 |
| 20 додаткових   | 壧壨 |
| 21 додаткова    | 㚁壩 |
| 22 додаткових   | 㚂壪 |